# ピエール・ブノア

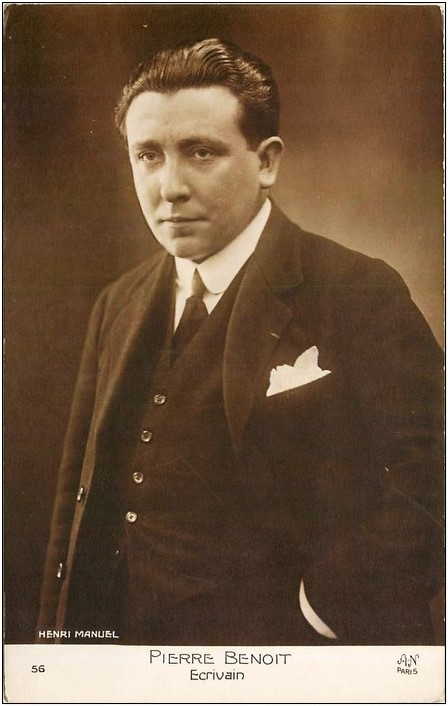
ピエール・ブノア

ピエール・ブノア（Pierre Benoit、1886年7月16日 - 1962年3月3日）はフランスの小説家。冒険小説を得意とし、20世紀の前半に人気を誇った。代表作は『アトランティード』（L'Atlantide）。アカデミー・フランセーズ会員。表記はブノワとも。

## 経歴

### 若年期

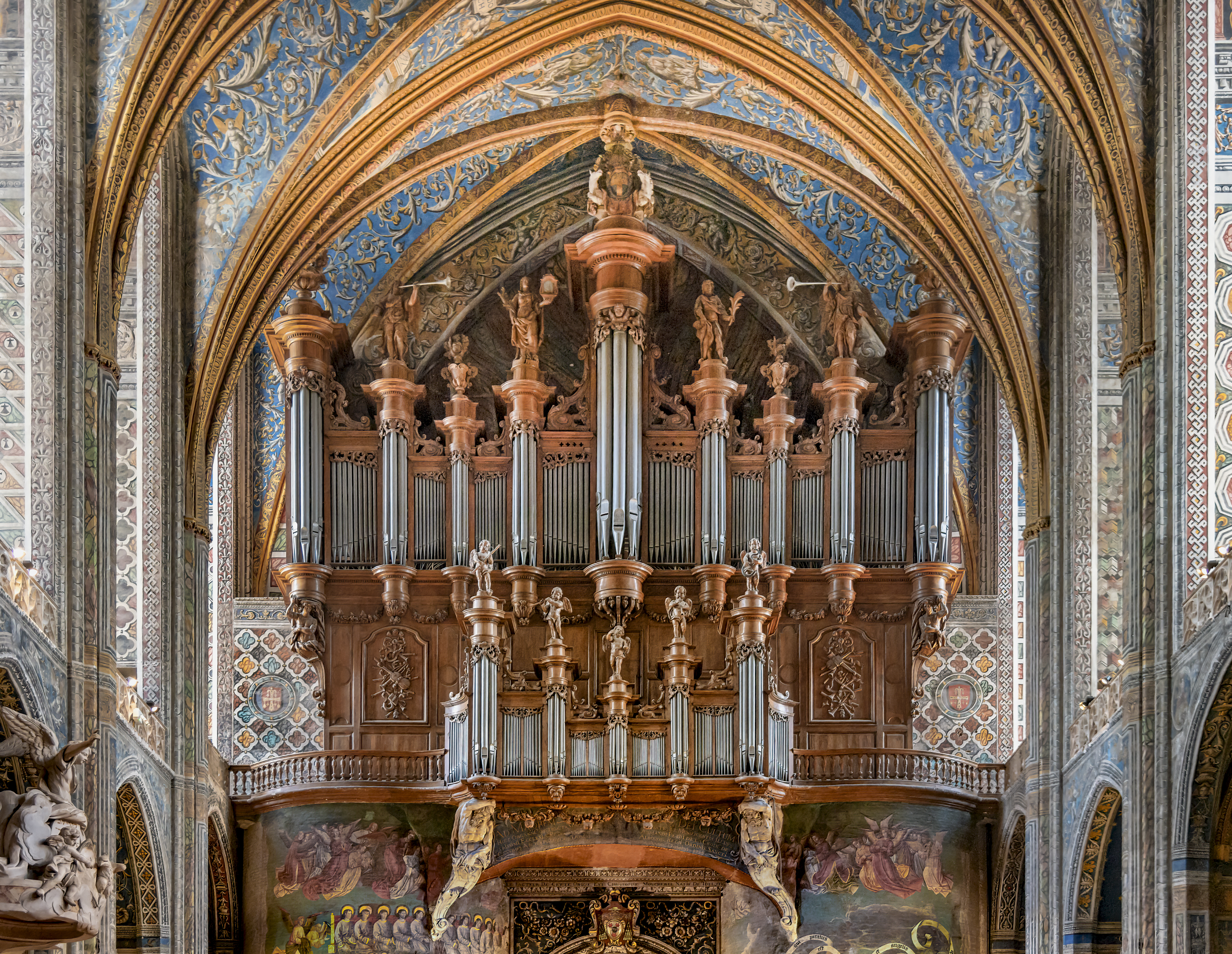
アルビの聖セシル大聖堂にあるオルガン

職業軍人の息子として、フランス南部のタルヌ県アルビで生まれた（父がここに駐屯していたのである）。ブノアがアルビで暮らしたのは1歳まででしかないが、彼はこの都市（特に大聖堂）に特別の思い入れを持ち、後に創作のインスピレーションの源泉となった。
1887年、父に連れられて北アフリカへ。はじめチュニジア、のちアルジェリアに暮らす。1907年に父が退役し、フランスに帰国。最初モンペリエで文学・法学を学ぶ。その後オー＝ド＝セーヌ県ソー（Sceaux）へ。この頃シャルル・モーラスおよびモーリス・バレスと知り合い、思想的影響を受ける。
1910年、最初の詩集を発表。フランス文学者協会（Société des gens de lettres）から賞を受ける。一方、短編集"Diadumène" (1914) は不評であった。
第一次世界大戦が勃発すると徴兵されたが、シャルルロワの戦い（1914年8月）の後、重病に罹って数ヶ月を病院で過ごした。前線での体験は若きブノアにとって大きなトラウマであり、彼を熱烈な平和主義者に変えるに充分なものであった。
停戦後、彼は戦前の友人たち（フランシス・カルコ、ローラン・ドルジュレス、ピエール・マッコルラン）と再会し、« Le Bassin de Radoub »（乾ドック）という名の協会を設立した（他にはアンリ・ベローも加わった）。この組織は、各年の「最低の本」を「表彰」することを主たる活動とした。副賞として、受賞作の著者には「二度と帰ってくるべからず」との意を込め、その出身地への切符が贈られた。1919年、彼らはヴェルサイユ条約に対して賞を与えた。

### 最初の長編と最初の成功

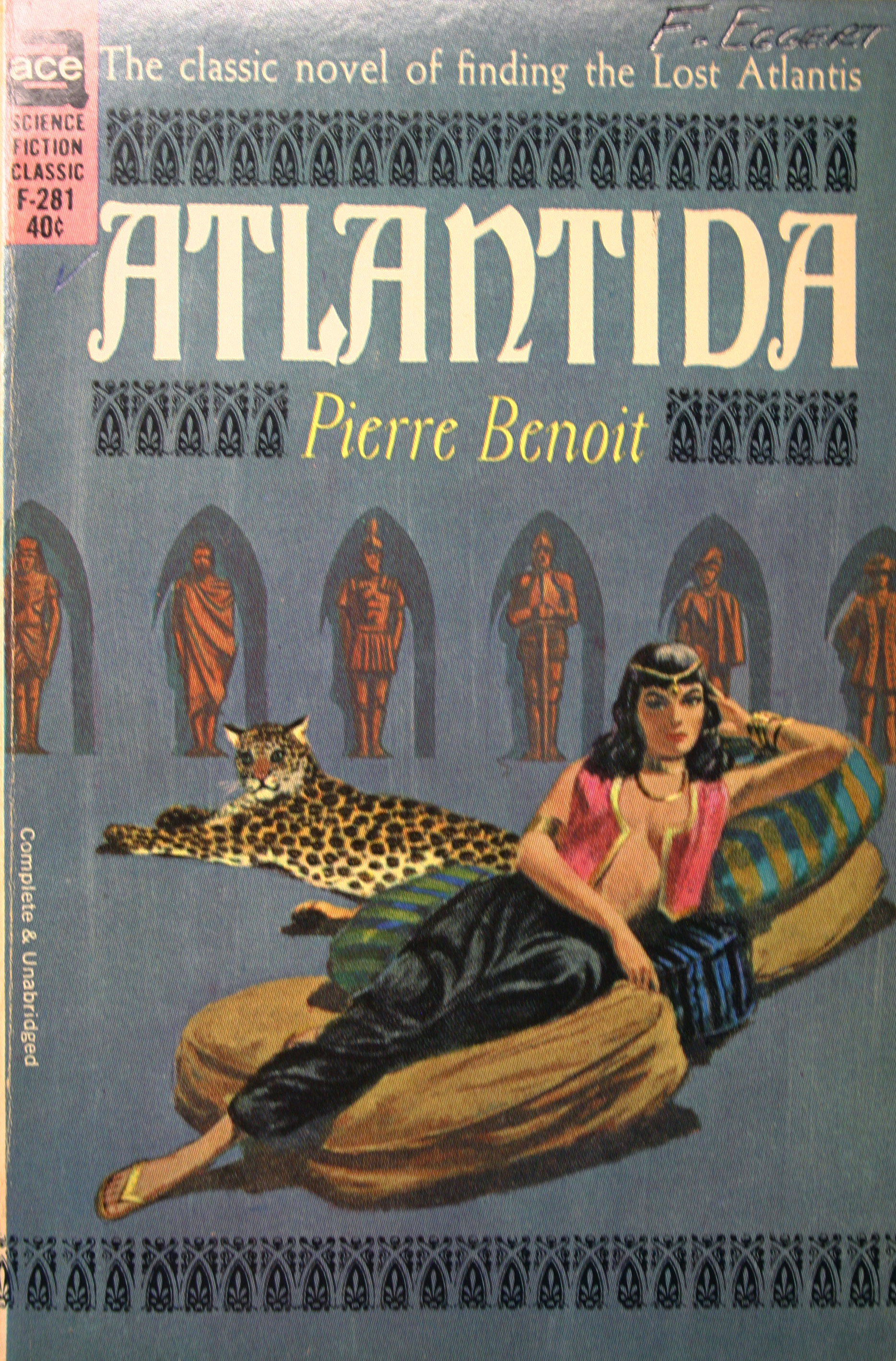
『アトランティード』（英訳版、1920年）の表紙

ブノアは戦前には新ロマン主義の一詩人に過ぎなかったが、戦後では世界的な流行作家となった。1918年の『ケエニクスマルク』"Kœnigsmark"は顕著な成功を修め、アンドレ・シュアレス（André Suarès）やレオン・ドーデ（Léon Daudet）の支持を得てゴンクール賞の候補作にもなったが受賞は逃した。翌1919年、仏領北アフリカを舞台にした秘境冒険小説『アトランティード』"L'Atlantide"を刊行。瞬く間にベストセラーとなった。1936年、カトリシズム作家のルイ・シェーニュ（Louis Chaigne）は、本作に対する大衆の熱狂を分析して以下のように述べている。
| 「 | 『アトランティード』は平穏な日々の記憶に基づいており、悪夢のような年月…すなわち泥濘にまみれ、砲弾に怯えた年月…を忘れさせてくれる機能のために、まさしく待ち望まれていた本なのである。 | 」 |
| —  | |    |

モーリス・バレスの積極的な支持を得て、この本は1919年度アカデミー・フランセーズ賞を受賞した。
1920年から死（62年）まで、ピエール・ブノアは毎年ほぼ一冊の小説を書き、累計40冊をアルバン・ミシェル社（Éditions Albin Michel）から刊行した。これは冒険小説の王と呼ぶに相応しい業績であるが、彼は恋愛小説の分野を軽視したわけではなく、"Mademoiselle de la Ferté"(1923) は「他の作品と比べ、より文学的でより深みがある」ためにブノアの代表作の一つに数えられている。

### 世界を回る
1923年、Le Journal紙の提案を受けて、通信員としてトルコに赴く（これは彼にとって図書館司書の仕事をやめてフリーになる絶好の機会であった）。トルコ革命中のアナトリアを横断し、彼はアンカラでケマル・アタテュルクへのインタヴューを行なった。続いてパレスチナやシリアにも足を伸ばした。
1923年から38年、および47年から53年の期間、ブノアは小説家と記者の仕事を並行して行なった。記者としては極東（日本を含む）、イラン（1926-27年）、オーストラリア（1938年）、タヒチ、アンティル諸島（1928年）、チュニジア（1931年）、レバノン（1932年）、インド洋（1933年）、オーストリア（1938年）、アルゼンチン、ブラジル（1950年）などを訪れた。政治家への取材も行なっており、1935年にはハイレ・セラシエ1世やムッソリーニと、1938年にはヘルマン・ゲーリングと、第二次大戦後にはポルトガルの独裁者アントニオ・サラザールと会見している。
これら多くの旅行は創作に大変役立った。彼の作品のほぼ全てが、取材で訪れた国を舞台としている。彼のルポタージュにはフランス植民地帝国を擁護する傾向が強く、また頑固なイギリス嫌いもしばしば顔を見せる。

### アカデミー、映画、政治

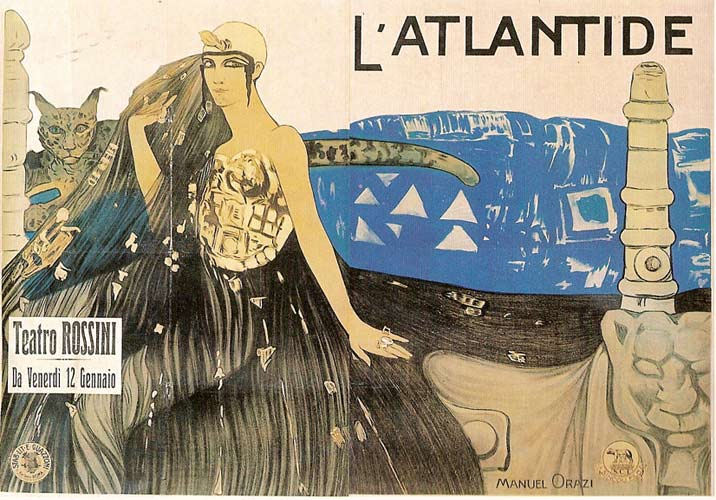
フェデー版『アトランティード』のポスター。

ブノアは1929年にフランス文学者協会の会長となった。1931年6月11日にはアカデミー・フランセーズの会員に選出され、32年11月24日にジョルジュ・ド・ポルト＝リッシュ（Georges de Porto-Riche）から席次6を引き継いだ。
1920年代以降、ブノアの小説はいくつも映画化されている。『アトランティード』は彼の存命中だけでも2度映画化され、死後にも2度映画化されている。（→#映画化作品）
この時期、ブノアは政治にも積極的に関わった。モーラシズムと君主主義を信奉し、人民戦線とは対立する立場を取り、シャルル・モーラスをアカデミー・フランセーズの会員に推した（1938年6月9日に受理）。

### 晩年
1950年、ピエール・ブノアはパリのホテル・リッツにて新作"Agriates"の脱稿を祝った。この作品は彼を再び売れっ子に押し上げた。彼がその後も大衆からの人気を保っていたことは、1953年に開始された叢書"Le Livre de poche"が、その第一巻として『ケエニクスマルク』を採用したことからも窺える。4年後の1957年、ブノアは著書の累計売り上げ冊数が500万に達したことを祝賀した。
1959年、旧友のポール・モランがアカデミー・フランセーズ会員に推薦された。しかしモランはかつてヴィシー政権の外交官であったため、（アカデミー史において稀なことだが）ド・ゴール大統領が拒否権を発動し、入会はならなかった。これを侮辱と受け止めたブノアはアカデミーを脱会した。（なおモランは最終的にブノア死後の1968年に会員に選出された。）
1960年5月28日、妻のマルセルが病死した。悲しみに打ちのめされたブノアは二度と回復することはなかった。彼は最後の作品"Les Amours mortes" (1961) にその回想を盛り込んだのち、ピレネー＝アトランティック県のシブール（Cibourne）で1962年3月3日に死亡した。

## 人と作品

### ブノアのヒロインたち
ジョルジュ・ペレックも指摘しているように、ブノア作品のヒロインは『ケエニクスマルク』のオーロル（Aurore）、『アトランティード』のアンティネア（Antinéa）、"Pour don Carlos"のアレグリア（Allegria）など、みなAで始まる名前を持つことで知られる。それを説明する理論はいくつかあるが、生誕地アルビ（Albi）に敬意を表してのことだという分析が有力である。
ともかく、ブノアは全く新しい型のヒロインを創り出した。これをもってフランス文学への貢献と見なす向きもある。彼のいわゆる「バッカント」ないし「アマゾーン」は主人公を幻惑し、犯罪へと走らせるのが常である。『アトランティード』のアンティネアはファム・ファタールの典型であり、サンタヴィ大尉と同時に青少年の読者をも虜にするのである。逆に"le Lac salé"のアナベル・リーのように物柔らかで愛情深く、男性の犠牲になってしまうヒロインもいないではないが、あくまで例外的である。

### 異国趣味の作家
世界各地を訪れたブノアは、それを活かして作品の舞台を外国に置き、当時の読者を異国趣味で魅了した。『アトランティード』（1919）はアルジェリア、"la Châtelaine du Liban (1924)"はシリア、"le Puits de Jacob (1925)"はパレスチナ、"le Roi lépreux (1927)"はアンコール遺跡、"Axelle (1928)"はプロイセン、"Erromango (1920)"はニューヘブリディーズ諸島への旅行経験に基づいている。ただしアメリカを舞台とする"le Lac salé (1921)"やアイルランドを舞台とする"la Chaussée des géants (1922)"、代表作の一つ"Mademoiselle de la Ferté (1923)"などは実地の取材なしで書かれた。

## 著作リスト
- Kœnigsmark 1918
  - 高橋邦太郎訳『ケエニクスマルク』 - 改造社『世界大衆文学全集 29』（1929年）収録。その後、東京創元社『世界大ロマン全集 40』（1958年）に『ケーニクスマルクの謎』として収録。
- L'Atlantide 1919
  - 永井順訳「アトランティード」 - 『世界大衆小説全集 6』小山書店（1955年） に収録。ほか三橋一夫訳『さばく都市』（偕成社、1957年、児童向けリライト）、小宮尊史訳 『砂漠の女王』講談社『世界名作全集 104』（1955年、児童向けリライト）などもあり。
- Pour don Carlos 1920
- Le Lac salé 1921
- La Chaussée des géants 1922
- Mademoiselle de La Ferté 1923
- La Châtelaine du Liban 1924
- Le Puits de Jacob 1925
- Alberte 1926
- Le Roi lépreux 1927
- Axelle 1928
- Erromango 1929
- Le Soleil de minuit 1930
- Le Déjeuner de Sousceyrac 1931
- L'Île verte 1932
- Fort-de-France 1933
- Cavalier 6 1933
- Monsieur de la Ferté 1934
- Boissière 1935
- La Dame de l'Ouest 1936
- Saint Jean D'Acre  1936
- L'Homme qui était trop grand 1936 ：クロード・ファレール（Claude Farrère)との合作
- Les Compagnons d'Ulysse 1937
- Bethsabée 1938
- Notre-Dame-de-Tortose 1939
- Les Environs d'Aden 1940
- Le Désert de Gobi 1941
- Lunegarde 1942
- Seigneur, j'ai tout prévu... 1943
- L'Oiseau des ruines 1947
- Jamrose 1948
- Aïno 1948
- Le Casino de Barbazan 1949
- Les Plaisirs du voyage 1950
- Les Agriates 1950
- Le Prêtre Jean 1952
- La Toison d'or 1953
- Villeperdue 1954
- Feux d'artifice à Zanzibar 1955
- Fabrice 1956
- Montsalvat 1957
- La Sainte Vehme 1958
- Flamarens 1959
- Le Commandeur 1960
- Les Amours mortes 1961
- Aréthuse 1963 ：死後出版。未完結。

長編小説のみ挙げた。

## 映画化作品
| 原題                            | 日本語題名                   | 監督・脚本等                                               | 注記                   |
| ------------------------------- | ---------------------------- | ---------------------------------------------------------- | ---------------------- |
| L'Atlantide (1921)              | 女郎蜘蛛                     | ジャック・フェデー                                         | -                      |
| Kœnigsmark (1923)               | -                            | レオンス・ペレ（Léonce Perret）                            | -                      |
| Die Herrin von Atlantis (1932)  | アトランテイド（熱砂の女王） | ゲオルク・ヴィルヘルム・パープスト                         | ドイツ映画             |
| Surrender (1931)                | -                            | ウィリアム・K・ハワード（William K. Howard）               | Axelle (1928) の映画化 |
| La Châtelaine du Liban (1934)   | -                            | ジャン・エプスタン                                         | -                      |
| Kœnigsmark (1935)               | -                            | モーリス・トゥールヌール（Maurice Tourneur）               | -                      |
| Boissière (1937)                | -                            | フェルナン・リヴェ（Fernand Rivers）                       | -                      |
| Lunegarde (1946)                | -                            | マルク・アレグレ（Marc Allégret）                          | -                      |
| Bethsabée (1947)                | モロッコ守備隊               | レオニード・モギー（Léonide Moguy）                        | -                      |
| Mademoiselle de la Ferté (1949) | -                            | ロジェ・ダイエ（Roger Dallier）                            | -                      |
| Kœnigsmark (1953)               | -                            | ソランジュ・テラック（Solange Térac）                      | -                      |
| La Châtelaine du Liban (1956)   | -                            | リシャール・ポティエ（Richard Pottier）                    | -                      |
| L'Atlantide (1961)              | アトランタイド               | マシーニ（G. Masini）、ウルマー（E. G. Ulmer）、ボーゼイジ | 仏・伊映画             |
| L'Atlantide (1992)              | -                            | ボブ・スウェム（Bob Swaim）                                | 仏・伊映画             |

## 訳注
1. ↑  "bacchante"＝バックス (ローマ神話)の巫女、淫奔な女、酩酊した女…等を意味するフランス語。
2. ↑  サンタヴィ大尉（capitaine Saint-Avit）…『アトランティード』の主人公。

本項はフランス語版ウィキペディアからの抄訳である。

## 参考資料
- Jacques-Henry Bornecque, Pierre Benoit, le magicien, Albin Michel, 1986
- Johan Daisne, Pierre Benoit ou l’éloge du roman romanesque, Albin Michel, 1964
- Edmond Jouve, Gilbert Pilleul, Charles Saint-Prot (dir.), Pierre Benoit, témoin de son temps. Actes du colloque organisé par l'Association des écrivains de langue française, Albin Michel, Paris, 1991.
- Jean-Paul Török, Qui suis-je ? Benoit, Pardès, 2004 ISBN 978-2867143250
- Les numéros des Cahiers des amis de Pierre Benoit, édités par l'association "Les Amis de Pierre Benoit".